# Mladen I Šubić
Mladen I Šubić de Bribir (en croata: Mladen I Šubić Bribirski; fallecido en 1304) fue un noble croata miembro de la Casa de Šubić, a finales del siglo XIII y principios del XIV.
Era hermano del ban de Croacia Pablo I Šubić de Bribir, quien lo nombró comisario de la ciudad dálmata de Split, junto con la fortaleza de Klis.
Después de que Pablo se declarara «señor de Bosnia» en 1299, dio a Mladen I el título de ban de Bosnia. Esteban Kotromanić se había resistido al crecimiento del poder de Šubić en Bosnia, pero había perdido en 1300 la mayor parte del control sobre Bosnia ante Mladen I Šubić. Después de 1302 toda Bosnia estaba bajo la Casa de Šubić. Mladen I controlaba la mayor parte de ella, y una pequeña parte de la tierra de Bosnia estaba gobernada por el knez Hrvatin Stjepanić, que era vasallo de la Casa de Šubić, que fue confirmada por Carlos I de Hungría. Mladen había iniciado una campaña en Bosnia para exterminar a los seguidores de la Iglesia bosnia: los bogomilos. En un conflicto religioso, Mladen murió en una batalla durante 1304. Fue sucedido por su sobrino Mladen II Šubić, quien necesitaba ayuda, por lo que Pablo tuvo que liderar un ejército para aplastar la resistencia en Bosnia. En 1305 Pablo I tomó el título de señor de toda Bosnia.